# Consejo de Gobierno de Ceuta
El Consejo de Gobierno de Ceuta es el órgano colegiado que ostenta las funciones ejecutivas y administrativas de la ciudad autónoma de Ceuta (España). Está formado por el Presidente y los consejeros. Además, es uno de los tres órganos institucionales del autogobierno de la ciudad autónoma, junto al Presidente y a la Asamblea. 
Corresponde al Consejo de Gobierno la dirección de la política de la ciudad y el ejercicio de las funciones ejecutivas y administrativas correspondientes, sin perjuicio de las competencias reservadas a la Asamblea. Además, puede desarrollar reglamentariamente las normas aprobadas por la Asamblea en los casos en que aquéllas lo autoricen expresamente.

## Composición
Esta es la composición del Consejo de Gobierno de Ceuta en el periodo 2023-2027.
| Partido Político                                                          |        | Partido Popular de Ceuta       |
| Cargo                                                                     | Nombre | Nombre                         |
| Alcaldía-presidencia                                                      |        | Juan Jesús Vivas Lara          |
| Consejería de Presidencia y Gobernación                                   |        | Alberto Ramón Galtán Rodríguez |
| Consejería de Fomento, Medioambiente y Servicios Urbanos                  |        | Alejandro Ramírez Hurtado      |
| Consejería de Hacienda, Transformación Económica y Transformación Digital |        | Kissy Chandiramani Ramesh      |
| Consejería de Sanidad y Servicios Sociales                                |        | Nablla Benzina Pavón           |
| Consejería de Educación, Cultura, Juventud y Deporte                      |        | Pilar Orozco Valverde          |
| Consejería de Comercio, Turismo y Empleo                                  |        | Nicola Cecchi Bissoni          |

El presidente Juan Jesús Vivas fue investido por séptima vez el pasado 17 de junio de 2023. No quiso formar un gobierno de coalición con Vox por las "diferencias irreconciliables" entre ambos partidos, por lo que le propuso un pacto al PSOE, pero este rechazó la propuesta. Por este motivo, Vivas gobierna en minoría con el único apoyo de su partido, el PP de Ceuta.